# قرارگاه منطقه‌ای شمال‌شرق نزاجا

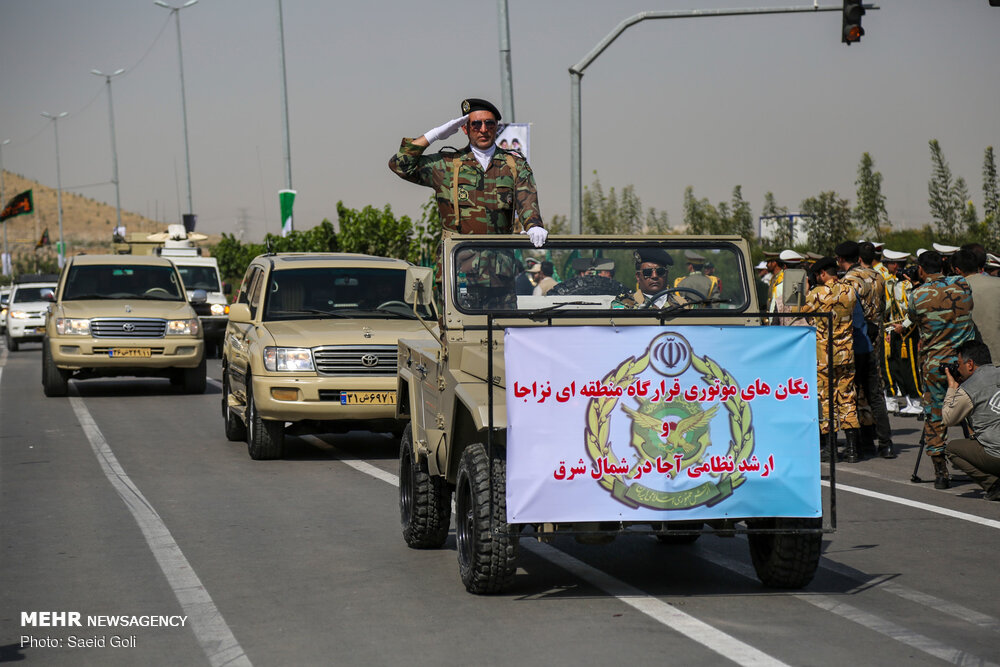
رژه ستون خودرویی قرارگاه شمال‌شرق به‌مناسبت سالگرد جنگ ایران و عراق در سال ۱۳۹۸، مشهد

قرارگاه منطقه‌ای شمال‌شرق و شرق نزاجا یک سپاه راه‌کنشی زیرمجموعه نیروی زمینی ارتش ایران است، که نظارت و فرماندهی عملیاتی بر تمامی یگان‌های نیروی زمینی ارتش در استان‌های شمال شرق و شرق ایران را برعهده دارد. ستاد فرماندهی این قرارگاه در شهر مشهد قرار دارد.
این قرارگاه یگان‌های نزاجا در استان‌های خراسان رضوی، خراسان جنوبی، خراسان شمالی، سمنان، گلستان، مازندران را نظارت می‌کند. هم‌اکنون سرتیپ سیروس امان‌الهی فرماندهی قرارگاه شمال‌شرق را برعهده دارد. فرمانده این قرارگاه توسط فرمانده کل ارتش منصوب می‌شود و علاوه بر فرماندهی این قرارگاه، «فرمانده ارشد آجا» در این استان‌ها است.

## زیرمجموعه‌ها
- قرارگاه منطقه‌ای شمال‌شرق و شرق نزاجا[۸][۹][۱۰][۱۱][۱۲]

قرارگاه عملیاتی لشکر ۷۷ پیاده مکانیزه خراسان
- تیپ ۱۷۷ متحرک هجومی تربت‌حیدریه
- تیپ ۲۷۷ متحرک هجومی قوچان
- تیپ ۳۷۷ متحرک هجومی مشهد

قرارگاه عملیاتی لشکر ۳۰ پیاده بیرجند
- تیپ ۱۳۰ متحرک هجومی بجنورد
- تیپ ۲۳۰ متحرک هجومی گرگان

قرارگاه عملیاتی لشکر ۵۸ تکاور شاهرود
- تیپ ۱۵۸ متحرک هجومی شاهرود
- تیپ ۲۵۸ متحرک هجومی نهبندان
- تیپ ۳۵۸ تکاور مهدیشهر

سازمان جهاد خودکفایی نزاجا
معاونت منطقه شمال‌شرق 
آماد و پشتیبانی
- فرماندهی آماد و پشتیبانی منطقه ۵ نزاجا

مرکز آموزش
- مرکز آموزشی ۰۴ بیرجند

هوانیروز
- پایگاه پنجم رزمی هوانیروز مشهد
- پایگاه سوم پشتیبانی هوانیروز سرخس
- پایگاه هوانیروز بیرجند

یگان‌های زرهی
- تیپ ۳۸ زرهی تربت‌جام
- تیپ ۳۶ مکانیزه قاین

یگان های توپخانه
- گروه ۴۴ توپخانه قاین

یگان‌های مهندسی و پدافند غیرعامل
- گروه ۴۴۴ مهندسی رزمی
- گروه ۷۷۷ مهندسی رزمی شاهرود

مراکز درمانی
- بیمارستان ۵۵۰ مشهد
- بیمارستان ۵۵۱ تربت‌حیدریه
- بیمارستان ۵۵۶ قوچان
- بیمارستان ۵۵۵ تربت جام
- بیمارستان ۵۵۲ بیرجند
- بیمارستان ۵۹۷ بجنورد
- بیمارستان ۵۵۸ چهل‌دختر (شاهرود)
- بیمارستان ۵۶۰ گرگان
- درمانگاه ۲۹ فروردین مشهد